# Quincannon - Frontier Scout
Quincannon, Frontier Scout (br.: Valente como poucos) é um filme de faroeste estadunidense de 1956, dirigido por Lesley Selander para a Bel-Air Productions. Roteiro de John C. Higgins e Don Martin baseado em romance de Will Cook. Estrelado pelo cantor americano Tony Martin.

## Elenco
- Tony Martin...Linus Quincannon
- Peggie Castle...Maylene Mason
- John Bromfield ...Tenente Burke
- John Smith...Tenente Phil Hostedder
- Ron Randell...Capitão Bell
- John Doucette...Sgt. Calvin
- Morris Ankrum...Coronel Harry Conover
- Peter Mamakos...Blackfoot Sam, comerciante de bebidas
- Edmund Hashim...Lobo de Ferro

## Sinopse
O ex-capitão da Sétima Cavalaria Quincannon é chamado para uma missão especial pelo seu antigo comandante, o coronel Conover. Houve um roubo de uma grande carga de rifles do exército e o coronel suspeita que foram vendidos para a tribo de índios hostis dos Arapahos, liderados pelo cacique Lobo de Ferro. Quincannon viveu com os índios e os conhece bem além de falar várias linguas nativas e por isso o coronel o considera como o único capaz de descobrir o paradeiro das armas. Apesar de não gostar de Lobo de Ferro, Quincannon tem simpatia pela causa índia e não quer se envolver novamente na guerra mas muda de ideia quando conhece a bela Maylene que recebeu um bilhete de resgate supostamente escrito pelos índios, no qual lhe pediram dois mil dólares para libertarem o irmão, dado como morto pelo Exército. Quincannon sabe que os índios não fazem esse tipo de negociação e suspeita de traidores no antigo forte da Trilha Bozeman em que serviu o irmão dela. E resolve aceitar a missão, acompanhado de dois oficiais sob o comando do coronel.